# Notiobiella
Notiobiella är ett släkte av insekter. Notiobiella ingår i familjen florsländor.

## Dottertaxa tillNotiobiella, i alfabetisk ordning[1]
- Notiobiella africana
- Notiobiella barnardi
- Notiobiella bella
- Notiobiella brasiliensis
- Notiobiella cixiiformis
- Notiobiella costalis
- Notiobiella decora
- Notiobiella dentata
- Notiobiella fulva
- Notiobiella gloriosa
- Notiobiella gressitti
- Notiobiella hainana
- Notiobiella hargreavesi
- Notiobiella israeli
- Notiobiella lichicola
- Notiobiella luisae
- Notiobiella maculata
- Notiobiella mariliae
- Notiobiella mexicana
- Notiobiella moralis
- Notiobiella multifurcata
- Notiobiella nguyeni
- Notiobiella nitidula
- Notiobiella ocellata
- Notiobiella ochracea
- Notiobiella paddiae
- Notiobiella peterseni
- Notiobiella pinarensis
- Notiobiella punctata
- Notiobiella rosea
- Notiobiella sanxiana
- Notiobiella sedlaceki
- Notiobiella semeriai
- Notiobiella spinosa
- Notiobiella stellata
- Notiobiella stigmatica
- Notiobiella subolivacea
- Notiobiella substellata
- Notiobiella tumida
- Notiobiella turneri
- Notiobiella ugandensis
- Notiobiella unipuncta
- Notiobiella unita
- Notiobiella valida
- Notiobiella vicina
- Notiobiella viridinervis
- Notiobiella viridis